# Болотенное
Болотенное (укр. Болотене) — село, относится к Станично-Луганскому району Луганской области Украины.
Население по переписи 2001 года составляло 87 человек. Почтовый индекс — 93650. Телефонный код — 6472. Занимает площадь 1,07 км².

## Местный совет
93650, Луганська обл., Станично-Луганський р-н, с. Валуйське, вул. Совєтська, 274  (укр.)